# His Day Out
His Day Out è un cortometraggio del 1918 diretto da Arvid E. Gillstrom con Billy West e Oliver Hardy.
Uscì nelle sale il 15 gennaio 1918.